# Olivia Rogowska
Olivia Rogowska (* 7. Juni 1991 in Melbourne) ist eine australische Tennisspielerin.

## Karriere
Olivia Rogowska, die im Alter von fünf Jahren mit dem Tennisspielen begann, bevorzugt laut ITF-Profil Sandplätze. Ab Ende 2005 trat sie bei ITF-Turnieren an, auf denen sie bisher 14 Einzel- und 18 Doppeltitel gewann, davon sechs an der Seite ihrer Landsfrau Casey Dellacqua.
Im Jahr 2009 erreichte sie durch einen Sieg über Maria Kirilenko die zweite Runde der French Open. 2010 gewann sie bei den Commonwealth Games in Neu-Delhi zusammen mit Jessica Moore die Silbermedaille im Damendoppel. Bei den Australian Open gelang ihr 2012 erneut der Einzug in die zweite Runde eines Grand-Slam-Turniers, in der sie Li Na in zwei Sätzen unterlag. Im April 2012 spielte sie erstmals für Australien im Fed Cup, sie verlor ihr Einzel gegen Angelique Kerber mit 3:6 und 3:6. Auch ihre beiden Fed-Cup-Doppel im Jahr 2015 hat sie verloren.

## Turniersiege

### Einzel
| Nr. | Datum              | Turnier       | Kategorie   | Belag     | Finalgegnerin       | Ergebnis        |
| --- | ------------------ | ------------- | ----------- | --------- | ------------------- | --------------- |
| 1.  | 7. Dezember 2008   | Sorrento      | ITF $25.000 | Hartplatz | Chiaki Okadaue      | 3:6, 6:4, 6:2   |
| 2.  | 22. November 2009  | Esperance     | ITF $25.000 | Hartplatz | Alicia Molik        | 6:1, 3:6, 6:2   |
| 3.  | 19. September 2010 | Darwin        | ITF $25.000 | Hartplatz | Naomi Cavaday       | 6:2, 2:6, 6:0   |
| 4.  | 11. September 2011 | Alice Springs | ITF $25.000 | Hartplatz | Isabella Holland    | 7:5, 7:5        |
| 5.  | 30. Oktober 2011   | Port Pirie    | ITF $25.000 | Hartplatz | Bojana Bobusic      | 6:3, 6:2        |
| 6.  | 4. Februar 2012    | Burnie        | ITF $25.000 | Hartplatz | Irina Chromatschowa | 6:3, 6:3        |
| 7.  | 8. September 2012  | Burnie        | ITF $25.000 | Hartplatz | Sacha Jones         | 0:6, 6:3, 6:2   |
| 8.  | 6. Oktober 2012    | Esperance     | ITF $25.000 | Hartplatz | Ashleigh Barty      | 6:0, 6:3        |
| 9.  | 2. Februar 2013    | Burnie        | ITF $25.000 | Hartplatz | Monique Adamczak    | 7:65, 6:77, 6:4 |
| 10. | 8. Februar 2014    | Launceston    | ITF $50.000 | Hartplatz | Irena Pavlovic      | 5:7, 6:4, 6:0   |
| 11. | 12. Juli 2014      | Sacramento    | ITF $50.000 | Hartplatz | Julia Boserup       | 6:2, 7:5        |
| 12. | 16. Oktober 2016   | Cairns        | ITF $25.000 | Hartplatz | Viktória Kužmová    | 6:1, 7:5        |
| 13. | 24. September 2017 | Penrith       | ITF $25.000 | Hartplatz | Kimberly Birrell    | 6:2, 6:4        |
| 14. | 15. Oktober 2017   | Cairns        | ITF $25.000 | Hartplatz | Abigail Tere-Apisah | 1:6, 6:2, 6:2   |
| 15. | 5. November 2017   | Canberra      | ITF $60.000 | Hartplatz | Destanee Aiava      | 6:1, 6:2        |
| 16. | 31. März 2019      | Canberra      | ITF $25.000 | Sand      | Priscilla Hon       | 7:66, 6:3       |

### Doppel
| Nr. | Datum              | Turnier       | Kategorie    | Belag     | Partnerin          | Finalgegnerinnen                        | Ergebnis          |
| --- | ------------------ | ------------- | ------------ | --------- | ------------------ | --------------------------------------- | ----------------- |
| 1.  | 10. Mai 2009       | Ipswich       | ITF $25.000  | Sand      | Maki Arai          | Tyra Calderwood Shannon Golds           | 6:3, 6:2          |
| 2.  | 11. Oktober 2009   | Mount Gambier | ITF $25.000  | Hartplatz | Emily Webley-Smith | Erika Sema Varatchaya Wongteanchai      | 6:1, 5:7, [10:7]  |
| 3.  | 22. November 2009  | Esperance     | ITF $25.000  | Hartplatz | Shannon Golds      | Isabella Holland Sally Peers            | 6:1, 6:1          |
| 4.  | 5. Juni 2010       | Rom           | ITF $50.000  | Sand      | Christina McHale   | Iryna Kurjanowitsch Arantxa Rus         | 6:4, 6:1          |
| 5.  | 12. September 2010 | Cairns        | ITF $25.000  | Hartplatz | Tammi Patterson    | Tyra Calderwood Noppawan Lertcheewakarn | 6:3, 7:63         |
| 6.  | 27. Februar 2011   | Mildura       | ITF $25.000  | Rasen     | Casey Dellacqua    | Rika Fujiwara Kumiko Iijima             | 4:6, 7:66, [10:4] |
| 7.  | 6. März 2011       | Sydney        | ITF $25.000  | Hartplatz | Casey Dellacqua    | Rika Fujiwara Kumiko Iijima             | 3:6, 7:63, [10:4] |
| 8.  | 3. April 2011      | Ipswich       | ITF $25.000  | Sand      | Casey Dellacqua    | Miki Miyamura Mari Tanaka               | 6:4, 6:4          |
| 9.  | 10. April 2011     | Bundaberg     | ITF $25.000  | Sand      | Casey Dellacqua    | Daniella Jeflea Sandra Zaniewska        | 7:5, 6:4          |
| 10. | 9. Oktober 2011    | Esperance     | ITF $25.000  | Hartplatz | Casey Dellacqua    | Monique Adamczak Sandra Zaniewska       | 6:3, 6:2          |
| 11. | 16. Oktober 2011   | Kalgoorlie    | ITF $25.000  | Hartplatz | Casey Dellacqua    | Xu Yifan Zhang Kailin                   | 6:1, 6:1          |
| 12. | 4. August 2012     | Vancouver     | ITF $100.000 | Hartplatz | Julia Glushko      | Jacqueline Cako Natalie Pluskota        | 6:4, 5:7, [10:7]  |
| 13. | 11. August 2013    | Landisville   | ITF $25.000  | Hartplatz | Monique Adamczak   | Chanel Simmonds Emily Webley-Smith      | 6:2, 6:3          |
| 14. | 1. November 2013   | Bendigo       | ITF $50.000  | Hartplatz | Monique Adamczak   | Stephanie Bengson Sally Peers           | 6:3, 2:6, [11:9]  |
| 15. | 8. Februar 2014    | Launceston    | ITF $50.000  | Hartplatz | Monique Adamczak   | Kamonwan Buayam Zuzana Zlochová         | 6:2, 6:4          |
| 16. | 19. Juli 2014      | Carson        | ITF $50.000  | Hartplatz | Michaëlla Krajicek | Samantha Crawford Sachia Vickery        | 7:64, 6:1         |
| 17. | 28. Februar 2015   | Campinas      | ITF $25.000  | Sand      | Pauline Parmentier | Andrea Gámiz Paula Cristina Gonçalves   | 7:5, 4:6, [10:8]  |
| 18. | 24. September 2016 | Tweed Heads   | ITF $25.000  | Hartplatz | Monique Adamczak   | Naiktha Bains Abbie Myers               | 7:66, 7:63        |

## Abschneiden bei Grand-Slam-Turnieren

### Einzel
| Turnier         | 2008 | 2009 | 2010 | 2011 | 2012 | 2013 | 2014 | 2015 | 2016 | 2017 | 2018 | 2019 | 2020  | Karriere |
| --------------- | ---- | ---- | ---- | ---- | ---- | ---- | ---- | ---- | ---- | ---- | ---- | ---- | ----- | -------- |
| Australian Open | Q1   | 1    | 1    | 1    | 2    | 1    | 2    | 1    | Q1   | Q3   | 2    | Q2   | Q1    | 2        |
| French Open     | —    | 2    | Q1   | Q1   | Q1   | Q2   | Q3   | 1    | Q1   | —    | Q1   | —    | —     | 2        |
| Wimbledon       | —    | Q3   | Q1   | —    | Q2   | Q1   | Q1   | Q1   | —    | —    | —    | —    | n. a. | —        |
| US Open         | —    | 1    | Q1   | Q1   | 1    | 1    | Q2   | —    | —    | —    | Q1   | —    | —     | 1        |

Zeichenerklärung: S = Turniersieg; F, HF, VF, AF = Einzug ins Finale / Halbfinale / Viertelfinale / Achtelfinale; 1, 2, 3 = Ausscheiden in der 1. / 2. / 3. Hauptrunde; Q1, Q2, Q3 = Ausscheiden in der 1. / 2. / 3. Runde der Qualifikation; n. a. = nicht ausgetragen

### Doppel
| Turnier         | 2009 | 2010 | 2011 | 2012 | 2013 | 2014 | 2015 | 2016 | Karriere |
| --------------- | ---- | ---- | ---- | ---- | ---- | ---- | ---- | ---- | -------- |
| Australian Open | 1    | 1    | 1    | 1    | 1    | AF   | 2    | 1    | AF       |
| French Open     | —    | —    | —    | —    | —    | —    | —    | —    | —        |
| Wimbledon       | —    | —    | —    | —    | —    | —    | —    | —    | —        |
| US Open         | —    | —    | —    | —    | —    | —    | —    | —    | —        |

### Mixed
| Turnier         | 2011 | 2012 | 2013 | 2014 | Karriere |
| --------------- | ---- | ---- | ---- | ---- | -------- |
| Australian Open | 1    | 1    | 1    | 1    | 1        |
| French Open     | —    | —    | —    | —    | —        |
| Wimbledon       | —    | —    | —    | —    | —        |
| US Open         | —    | —    | —    | —    | —        |